# José Alí Lebrún Moratinos

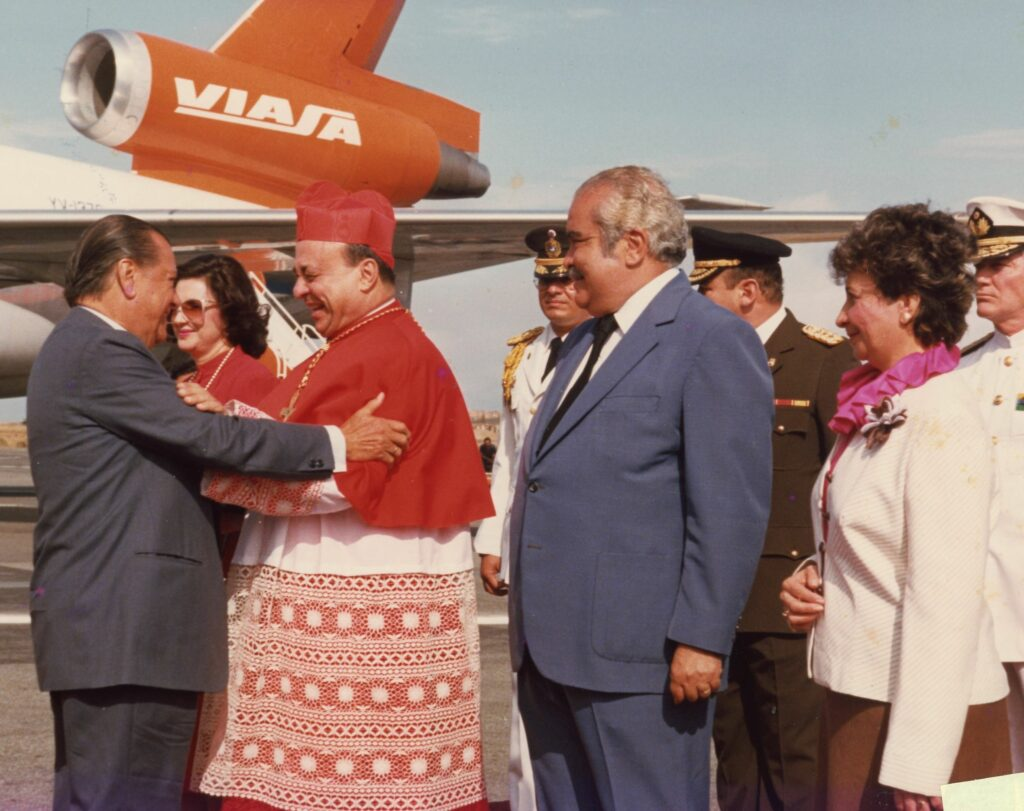
José Alí Kardinal Lebrún (Mitte links) nach seiner Kreierung zum Kardinal bei der Begrüßung nach seiner Rückkehr aus Rom durch den ehemaligen Präsidenten Rafael Caldera, rechts Staatspräsident Luís Herrera Campíns (22. Febr. 1983)

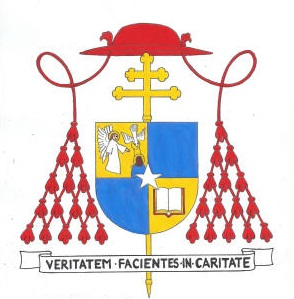
Kardinalswappen

José Alí Kardinal Lebrún Moratinos  (* 19. März 1919 in Puerto Cabello; † 21. Februar 2001 in Caracas) war ein venezolanischer Geistlicher und römisch-katholischer Erzbischof von Caracas.

## Leben
José Alí Lebrún Moratinos erhielt seine philosophische und theologische Ausbildung in Caracas, Rom und Bogotá. Er empfing am 19. Dezember 1943 das Sakrament der Priesterweihe und arbeitete anschließend als Dozent, Geistlicher Rektor und Gemeindeseelsorger. Als Direktor leitete er die Redaktion der Zeitung „El Carabobeño“. Darüber hinaus nahm er verschiedene Aufgaben in der Administration des Bistums Valencia en Venezuela wahr.
Papst Pius XII. ernannte ihn 1956 zum Titularbischof von Aradus und Weihbischof im Bistum Maracaibo. Die Bischofsweihe spendete ihm am 2. September 1956 Erzbischof Raffaele Forni, Apostolischer Nuntius in Venezuela; Mitkonsekratoren waren der Erzbischof von Mérida, Acacio Chacón Guerra, und Gregorio Adam Dalmau, Bischof von Valencia en Venezuela.
1958 wurde José Alí Lebrún Moratinos Bischof von Maracay, 1962 Bischof von Valencia en Venezuela. Er nahm in den Jahren 1962 bis 1965 an allen Sessionen des Zweiten Vatikanischen Konzils teil. Papst Paul VI. ernannte ihn 1972 zum Titularerzbischof von Voncaria und Koadjutorerzbischof des Erzbistums Caracas, dessen Erzbischof José Alí Lebrún Moratinos am 24. Mai 1980 wurde. Papst Johannes Paul II. nahm ihn am 2. Februar 1983 als Kardinalpriester mit der Titelkirche San Pancrazio in das Kardinalskollegium auf. José Alí Kardinal Lebrún Moratinos legte die Leitung des Erzbistums Caracas 1995 aus Altersgründen nieder.
Er starb am 21. Februar 2001 in Caracas und wurde in der dortigen Kathedrale bestattet.

## Ehrungen
- 1983: Großkreuz des Verdienstordens der Italienischen Republik